# Tustin (California)
Tustin, fundada en la década de 1870, es una ciudad ubicada en el condado de Orange en el estado estadounidense de California. En el año 2004 tenía una población de 74.825 habitantes y una densidad poblacional de 2536,44 personas por km².

## Geografía
Tustin se encuentra ubicada en las coordenadas 33°44′23″N 117°48′49″O / 33.739618, -117.813533. Según la Oficina del Censo, la ciudad tiene un área total de 29,5 km² (11,4 mi²), de la cual 29,5 km² (11,4 mi²) es tierra y 0 km² (0 mi²) (0%) es agua.

## Demografía
Según la Oficina del Censo en 2007 los ingresos medios por hogar en la localidad eran de $55,985, y los ingresos medios por familia eran $60,092. Los hombres tenían unos ingresos medios de $42,456 frente a los $33,688 para las mujeres. La renta per cápita para la localidad era de $25,932. Alrededor del 8.5% de la población estaban por debajo del umbral de pobreza.